# Varbla
Varbla (německy Werpel) je vesnice v estonském kraji Pärnumaa, samosprávně patřící do obce Lääneranna. Žije zde 91 obyvatel.